# Arawa Kimura
Arawa Kimura, född 8 juli 1931 i Hiroshima prefektur, Japan, död 21 februari 2007, var en japansk fotbollsspelare.